# 考特尼·朗博尔特
考特尼·朗博尔特（英語：Courtney Rumbolt，1969年7月26日—），英国男子雪车运动员。他曾代表英国参加1998年冬季奥林匹克运动会雪车比赛，联同肖恩·奥尔森、迪安·沃德和保罗·阿特伍德获得男子四人铜牌。